# Maria Ivànovna Dólina
Maria Ivanova Dolina (ucraïnès: Марія Іванівна Доліна, rus: Мария Ивановна Долина) (18 de desembre de 1922 – 3 de març de 2010) va ser una pilot soviètica, que actuà com a comandant del 125è Esquadró “Marina M. Raskova” Borisov de bombarders en picat de la Guàrdia. Va combatre principalment al 1r Front del Bàltic durant la Segona Guerra Mundial. El 18 d'agost de 1945 va rebre el títol d'Heroïna de la Unió Soviètica.

## Biografia
Nascuda al poble de Xarovka, al districte de Poltava, a l'oblast d'Omsk, Sibèria, Dolina era la gran de 10 germans d'una família de camperols ucraïnesos empobrits. El 1932, després que el seu pare perdés la cama a la Guerra Civil Russa, la família tornà a Ucraïna. Maria començà a volar al club de vol del Osoaviakhim paramilitar amb planadors, sent la millor estudiant de la classe. No podia anar a l'acadèmia de vol car era dos anys massa jove, de manera que el director de l'escola de vol solucionà el problema afegint dos anys a la seva edat; dada que roman encara així als registres oficials. El 1940, es graduà a l'Escola de Vol de Kherson, just abans d'iniciar-se la guerra com a tinent en la reserva. Llavors, ingressà a l'Escola Militar de Vol Engels.
Abans de la invasió alemanya del 22 de juny de 1941, treballà com a instructora en clubs de vol a Dnipropetrovsk i a Mikolaiv, a Ucraïna. A l'esclatar la guerra, la seva primera tasca va ser ajudar a evacuar els avions i a destruir els hangars i el combustible per evitar que caiguessin en mans alemanyes; i al juliol de 1941 inicià el seu servei militar. Inicialment volà amb el Polikàrpov Po-2, com a enllaç d'unitats d'infanteria. Posteriorment seria membre de la tripulació del bombarder mitjà bimotor Petliakov Pe-2, al 587è Regiment de Bombarders en Picat.
Dolina, que es descrivia a si mateixa com impulsiva, esdevingué no obstant això una de les millors pilots de la seva unitat, posteriorment batejada 125è Esquadró “Marina M. Raskova” Borisov de bombarders en picat de la Guàrdia per la seva distingida actuació de combat. Dolina volà missions diürnes com a assistent al comandant de l'esquadró aeri.
El 2 de juny de 1943 l'avió de Dolina va ser tocat per l'artilleria antiaèria sobre Kuban abans d'arribar al seu objectiu, destruint-li un motor i provocant un incendi. El caça d'escorta de Dolina havia desaparegut mentre que perseguia caces enemics, però ella continuà volant i aconseguí realitzar el bombardeig segons estava programat. Durant el vol de retorn, sense escorta de caça, va ser atacada per sis caces alemanys (2 FW 190 i 4 Bf 109). La tripulació de Dolina reclamà haver abatut un FW 190 i un Bf 109. Van haver de fer un aterratge d'emergència amb l'avió en flames; l'artiller, tot i que estava ferit a una cama, aconseguí obrir la porta i treure les dues dones (l'altra era Galina Djunkovskaia). Dolina va haver de passar un mes a l'hospital, amb una ferida a l'espinada que li causà dolors tota la vida.
Dolina realitzà 72 missions bombardejant dipòsits de munició enemics, punts forts, tancs, bateries d'artilleria, transports ferroviaris i aquàtics i en suport de les forces terrestres soviètiques, llançant uns 45.000 kg de bombes sobre l'enemic.
Després de la guerra, Dolina continuà servint a la Força Aèria Soviètica, sent segona al comandament del regiment de bombarders. Va viure a la ciutat de Šiauliai (Lituània) i a Riga (Letònia), on treballà al Comitè Central del Partit Comunista de Letònia fins a 1975.
En el Congrés de Veterans de Guerra celebrat a Moscou el Dia de la Victòria de 1990, parlà tan apassionadament sobre les dones veteranes de guerra que ningú no gosà interrompre-la durant els seus 10 minuts de parlament, tot i que existia un temps límit de només 5 minuts. Es dirigí al President Mikhaïl Gorbatxov en dues ocasions, demanant-li unes pensions majors en una mostra de convicció sense precedents. Gorbatxov li va respondre aixecant-se en dues ocasions, aplaudint-la i donant la seva aprovació. Les pensions van ser incrementades l'endemà.
Dolina va viure a Kíev des de 1983 fins a la seva mort. En el 50è aniversari del final de la II Guerra Mundial, Dolina va ser promoguda al rang de major pel President d'Ucraïna Leonid Kutxma, rebent el títol de Ciutadana Honorífica de Kíev per l'alcalde de Kíev, Leonid Kosakivski, i una escola de Kíev va rebre el seu nom.
Dolina encara va participar en les celebracions del Dia de la Victòria del 2009 a Kíev. Va morir el 3 de maig del 2010 a Kíev, a l'edat de 87 anys. Diverses escoles i instituts van rebre el seu nom.

## Condecoracions
Heroïna de la Unió Soviètica (num. 7.926)
 Orde de Lenin
 Orde de la Bandera Roja (2)
 Orde de la Guerra Patriòtica de 1a classe
 Medalla al Valor
 Medalla de la victòria sobre Alemanya en la Gran Guerra Patriòtica 1941-1945